# Papkeszi, Veszprém
Papkeszi  este un sat în districtul Balatonalmád, județul Veszprém, Ungaria, având o populație de 1.568 de locuitori (2011). 

## Demografie
Componența etnică a satului Papkeszi
     Maghiari (97,48%)
     Romi (1,65%)
     Necunoscut (0,22%)
     Alții (0,65%)
Componența confesională a satului Papkeszi
     Romano-catolici (30,04%)
     Reformați (21,88%)
     Fără religie (16,9%)
     Necunoscută (30,29%)
     Alte religii (2,17%)
Conform recensământului din 2011, satul Papkeszi avea 1.568 de locuitori. Din punct de vedere etnic, majoritatea locuitorilor (97,48%) erau maghiari, cu o minoritate de romi (1,65%). Apartenența etnică nu este cunoscută în cazul a 0,22% din locuitori. Nu există o religie majoritară, locuitorii fiind romano-catolici (30,04%), reformați (21,88%) și persoane fără religie (16,9%). Pentru 30,29% din locuitori nu este cunoscută apartenența confesională.